# ليلي راينهارت
ليلى بولين راينهارت (ولدت في 13 سبتمبر 1996) ممثلة ومغنية أمريكية، عرفت بظهورها في المسلسل التلفزيوني ريفرديل. ودور البطولة في فيلم قلوب كيميائية عام 2020، المقتبس عن رواية قلوبنا الكيميائية للكاتبة كريستال ساثرلاند.

## أعمالها

### أفلام
- آنسة ستيفنز (2016)
- ملائكة تشارلي (2019)
- قلوب كيميائية (2020)
- جينيفر لوبيز: منتصف العمر (2022)

### مسلسلات
- القانون والنظام: الوحدة الخاصة للضحايا (2011)
- ريفرديل (2017–2023)
- معا في المنزل (2020)
- ذا سيمبسونز (2020)

## روابط خارجية
- ليلي راينهارت على موقع IMDb (الإنجليزية)
- ليلي راينهارت على موقع روتن توميتوز (الإنجليزية)
- ليلي راينهارت على موقع ألو سيني (الفرنسية)
- ليلي راينهارت على موقع أول موفي (الإنجليزية)
- ليلي راينهارت على موقع قاعدة بيانات الفيلم (الإنجليزية)
- Lili Reinhart على تويتر.